# Kirsty Martin
Kirsty Martin (1976) è un'ex ballerina australiana.

## Biografia
Kirsty Martin ha iniziato a studiare danza all'età di quattro anni e successivamente si è perfezionata all'Australian Ballet School, diplomandosi nel 1996. Dopo aver danzato per due anni con l'Australian Ballet, nel 2000 si è trasferita all'Aia per danzare con il Nederlands Dans Theater, dove ha ampliato il suo repertorio con l'opera di coreografi contemporanei come Jiří Kylián, Johan Inger e Paul Lightfoot.
Nel 2002 è tornata a danzare con l'Australian Ballet e l'anno successivo è stata proclamata prima ballerina della compagnia. Il suo repertorio con la compagnia includeva molti dei maggiori ruoli del repertorio femminile, tra cui Odette e Odile ne Il lago dei cigni, Kitri nel Don Chisciotte e le eponime protagoniste di Giselle, Raymonda, Paquita e Manon. Nel 2009 ha vinto il Prix Benois de la Danse e nel 2011 si è ritirata dalle scene.
Martin è sposata con il ballerino Damien Welch, suo collega all'Australian Ballet, e la coppia ha avuto due figli.